# بانک بازرگانان چین

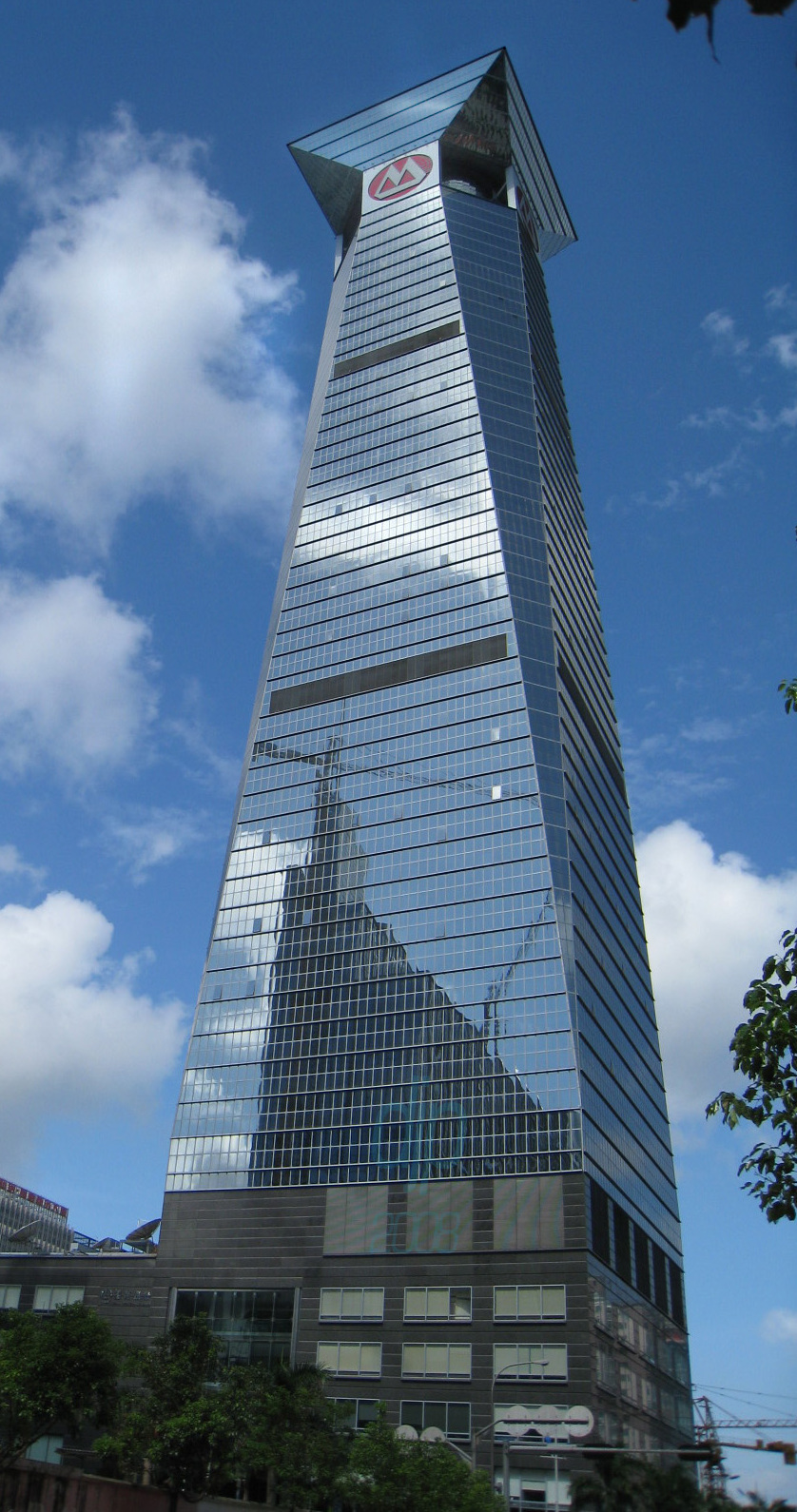
برج بانک بازرگانان چین، دفتر مرکزی بانک بازرگانان چین، در شنژن

بانک بازرگانان چین (به چینی: 招商银行) شرکت خدمات مالی و بانکداری چینی است، که در زمینه ارائه خدمات بانکداری تجاری، بانکداری سرمایه‌گذاری، کارت اعتباری و بانکداری الکترونیک فعالیت می‌کند. 
بانک بازرگانان چین در سال ۱۹۸۷ توسط یوان گنگ تأسیس شد و در حال حاضر مالک شبکه‌ای از ۶۶۷ شعبه بانکداری خرد و ۱٫۵۶۷ دستگاه خودپرداز می‌باشد.
شعبه مرکزی این بانک در شهر شنژن، استان گوانگ‌دونگ قرار دارد و بخشی از سهام آن در بازارهای بورس اوراق بهادار هنگ کنگ و بورس شانگهای معامله می‌شود.